# Maqueda
Maqueda es un municipio y localidad española de la provincia de Toledo, en la comunidad autónoma de Castilla-La Mancha. Cuenta con una población de 504 habitantes (INE 2024).

## Toponimia
El término Maqueda se deriva, a partir de la raíz mkd, del árabe Makkada, que significa 'estable', 'firme', 'fijo'. Otros expertos no están de acuerdo con esta interpretación. Así Corominas opina que si bien se deriva del árabe, su raíz sería kyd, procediendo en este caso Maqueda de Makîda que significaría 'plaza fuerte', estratégica', 'astutamente construida'.

## Geografía física
El municipio se encuentra situado «en una colina y sus laderas, á la márg. del arroyo de su nombre y sobre la carretera general de Extremadura». Pertenece a la comarca de Torrijos y linda con los términos municipales de Escalona al norte, Quismondo y Santa Cruz del Retamar al noreste, Portillo de Toledo al este, Novés al sureste, Santo Domingo-Caudilla al sur, Santa Olalla al suroeste y Hormigos al oeste, todos de Toledo.
Dentro de su término municipal alberga dos vértices geodésicos, llamados Grajo y La Piedra, situados en la hoja 603 del mapa MTN50 editado por el  IGN.
| Noroeste: Escalona     | Norte: Escalona             | Nordeste: Quismondo y Santa Cruz del Retamar |
| Oeste: Hormigos        |                             | Este: Portillo de Toledo                     |
| Suroeste: Santa Olalla | Sur: Santo Domingo-Caudilla | Sureste: Novés                               |

Por el municipio discurren los arroyos del Molinillo que desemboca en el de Gualavisa, y este junto con los de Aljama y Prada, desembocan en el Grande.

## Historia

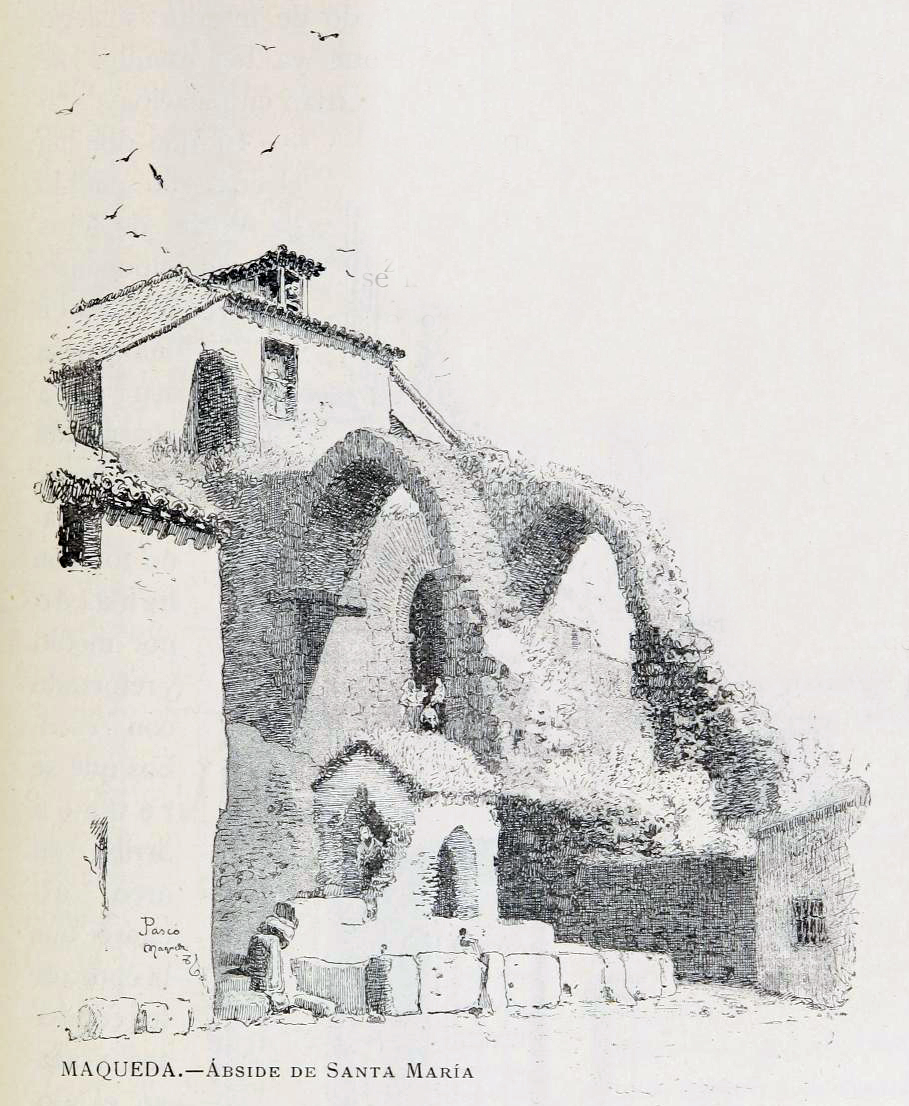
Ábside de Santa María por Pascó (1886)

Existen indicios de una antigua fortaleza romana, como son los sepulcros con inscripciones que se hallaron en el prado de Martín de Zulema. En la iglesia de Santa María se conservan un capitel corintio y una inscripción funeraria, restos de mosaicos y lápidas hoy desaparecidos. Noticia bibliográfica de enterramientos e inscripciones en el Prado de la Magdalena.
La población fue conquistada por Alfonso VI en 1083. Fue cabeza de la Comunidad de Villa y Tierra de Maqueda, territorio de la Extremadura castellana formado por la propia Maqueda y las localidades vecinas de Carmena, El Carpio de Tajo, San Pedro (hoy anexo a La Mata ), Santo Domingo-Caudilla y Quismondo, dependiente directamente del rey de Castilla y que se regía por el Fuero de Toledo. A mediados del siglo XII, debido a los ataques almohades, Maqueda y su alfoz quedaron seriamente castigados, y ante la imposibilidad de protección por parte de la corona el alfoz de Maqueda con sus aldeas sería donado por Alfonso VIII a la Orden de Calatrava, quien se encargará de proteger Maqueda de los almohades.
Carlos I crearía el Ducado de Maqueda en 1530 a favor de Diego de Cárdenas, comendador mayor de León, y de Teresa Enríquez, la loca del Sacramento.
En la iglesia de San Juan Bautista, de Maqueda, se encontraban los sepulcros, vistosamente decorados con estatuas orantes, atribuidas a Pompeyo Leoni, de Juan de Cárdenas, sobrino de Gutierre de Cárdenas, comendador de Valencia del Ventoso, y de su esposa Juana de Ludeña. Los sepulcros fueron trasladados a la iglesia de Santa María de los Alcázares, desde donde serían llevados a París. Más tarde se trasladarían nuevamente a la Galería de Arte Albright, de Buffalo, donde se encuentran actualmente expuestos. 
Hacia 1500, el bisabuelo materno de Cervantes, Diego Sánchez de Cortinas, ejerció de alcaide en la fortaleza de Maqueda. En 1780, un incendio destruyó completamente el convento de monjas Franciscas que tuvieron que trasladarse al de la misma orden existente en La Puebla de Montalbán. Perteneciente en un primer momento a la provincia de Madrid, Maqueda pasó a la provincia de Toledo tras la reforma de Floridablanca de 1787. A mediados del siglo XIX tenía 112 casas y el presupuesto municipal ascendía a 4000 reales de los cuales 1000 eran para pagar al secretario.

## Demografía
Cuenta con una población de 504 habitantes (INE 2024).
| Gráfica de evolución demográfica de Maqueda entre 1842 y 2021 |
| |
| Población de derecho según los censos de población del INE Población de hecho según los censos de población del INEEn este censo se denominaba Maqueda con San Silvestre: 1860 Entre el censo de 1857 y el anterior, crece el término del municipio porque incorpora a 455006 (San Silvestre). |

## Transporte y comunicaciones
Dentro de la red de carreteras, Maqueda cuenta con las siguientes conexiones:
| Identificador | Denominación       | Itinerario                       |
| ------------- | ------------------ | -------------------------------- |
| A-5           | Carretera nacional | Madrid - Extremadura - Portugal  |
| A-40          | Carretera nacional | A-5 - Toledo - Tarancón - Cuenca |
| N-403         | Carretera nacional | Toledo - Ávila                   |

Ferrocarril
Maqueda no tiene estación de ferrocarril dentro de su municipio. La estación de tren más cercana se encuentra en el municipio de Torrijos, situada a 13 kilómetros de distancia. Dicha estación, gestionada por Adif, se encuentra en la línea Madrid-Extremadura.

## Administración
| Periodo   | Nombre                    | Partido       |
| --------- | ------------------------- | ------------- |
| 1979-1983 | Manuel Muñoz del Castillo | Independiente |
| 1983-1987 | Recio Rodríguez Primitivo | CDS           |
| 1987-1991 | Recio Rodríguez Primitivo | CDS           |
| 1991-1995 | Esteban Ríos Martín       | PSOE          |
| 1995-1999 | Esteban Ríos Martín       | PSOE          |
| 1999-2003 | Esteban Ríos Martín       | PSOE          |
| 2003-2007 | Esteban Ríos Martín       | PSOE          |
| 2007-2011 | Esteban Ríos Martín       | PSOE          |
| 2011-2015 | Esteban Ríos Martín       | PSOE          |
| 2015-2019 | Andrés Congosto Rodríguez | PSOE          |
| 2019-2023 | Andrés Congosto Rodríguez | PSOE          |
| 2023-act. | Andrés Congosto Rodríguez | PSOE          |

## Cultura

### Monumentos
- Castillo de la Vela: imponente y muy bien conservado. Antiguo puesto de vigía romano, convertido en fortaleza en la época musulmana, reconstruido por los Cárdenas en el siglo XV. Es monumento histórico-artístico desde el 3 de junio de 1931 y alberga el Museo Histórico de la Guardia Civil.
- Iglesia parroquial Santa María de los Alcázares: de estilo gótico mudéjar, del siglo XV. A ambos lados de ésta se encuentran dos arcos, que son en realidad las puertas de la antigua muralla. Originalmente se encontraba dentro del recinto amurallado, construida junto a la puerta califal. La torre del campanario actual data de 1908. El interior consta de tres naves separadas con arcos. Un capitel corintio sirve de pila de agua bendita. Cuenta con carpintería mudéjar y ejemplos de cerámica de Talavera de eṕoca renacentista. El altar mayor es plateresco, del siglo XVI. Otro altar, situado en la nave derecha, es obra de Berruguete.
- Puerta Califal: Adosada a la cabecera de la iglesia.
- Torre de la Vela: al igual que los arcos de la iglesia, restos de la muralla.
- Rollo de la Villa: símbolo de la potestad para administrar justicia, se instaló hacia 1500. Tiene esculpido el escudo de la familia Cárdenas y contaba con cuatro esculturas de leones, una de ellas desaparecida.

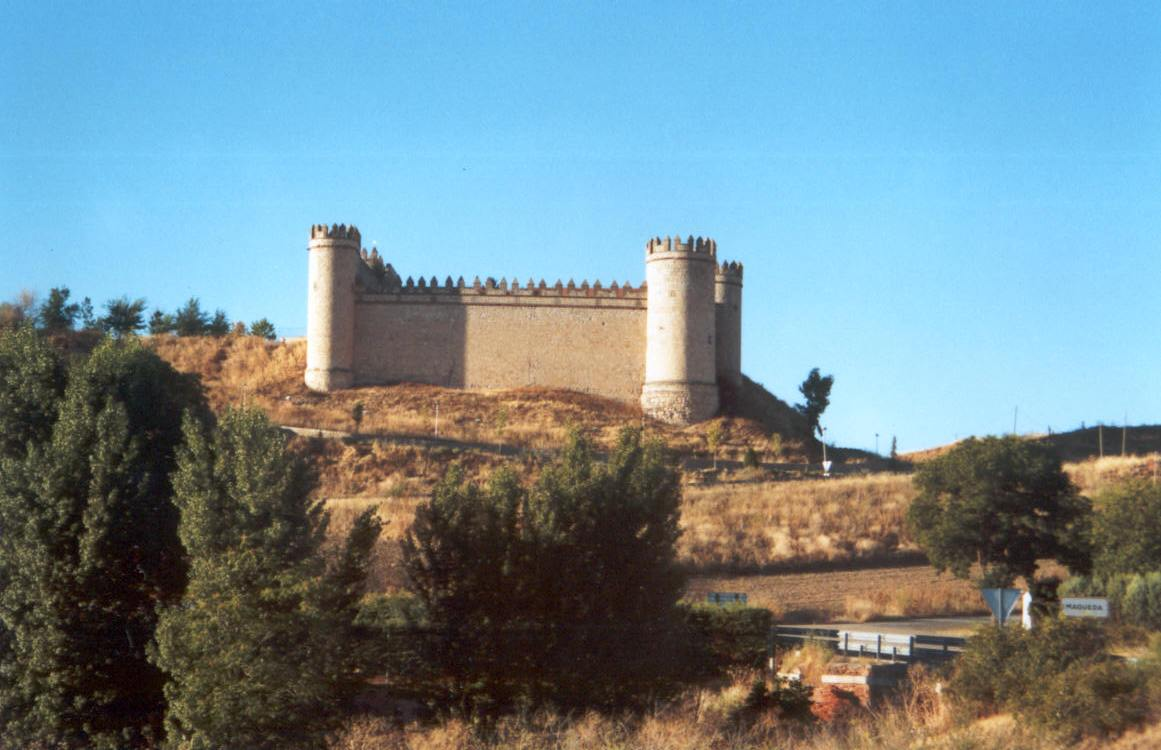
Castillo de la Vela
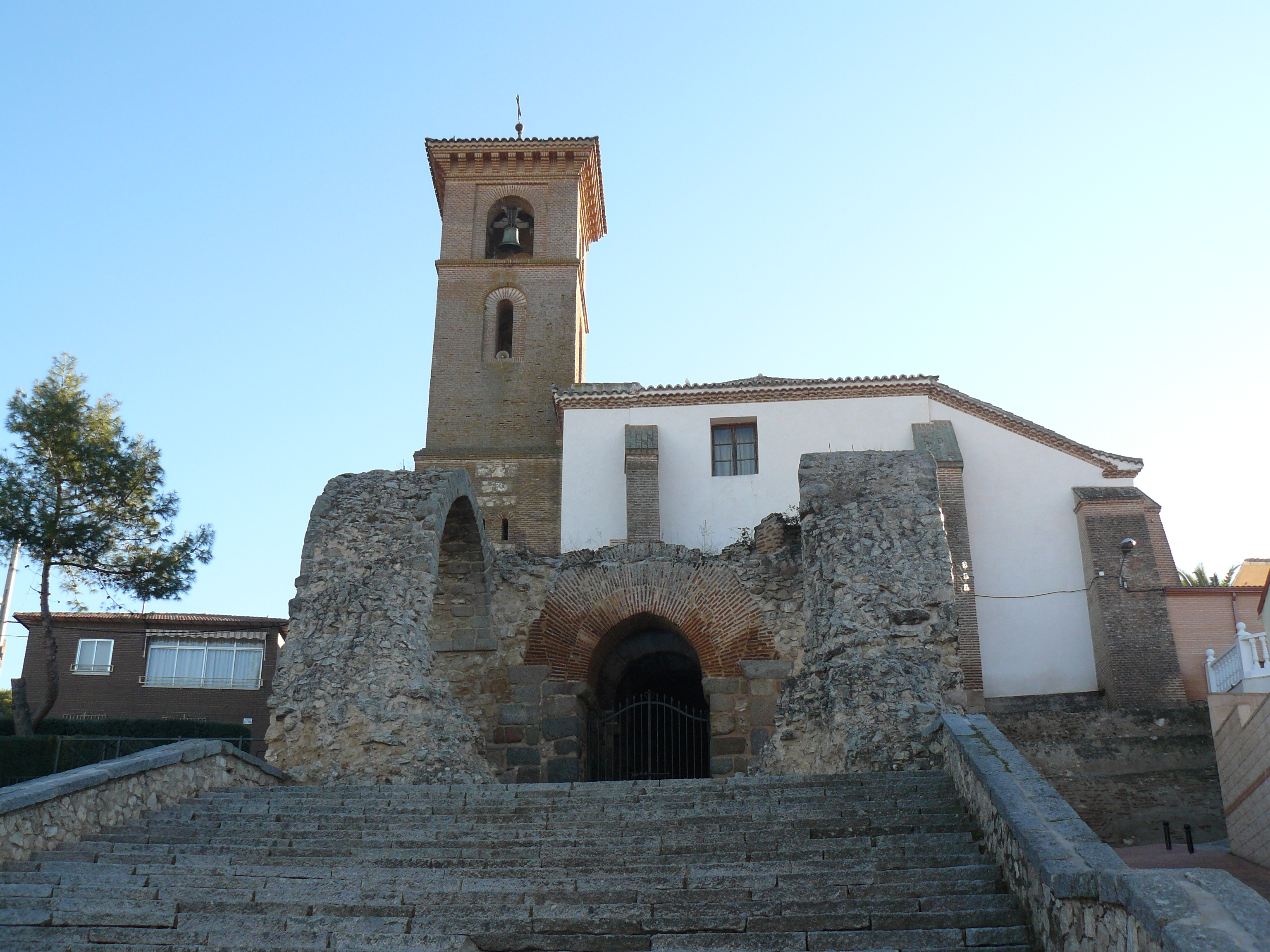
Iglesia de Santa María de los Alcázares
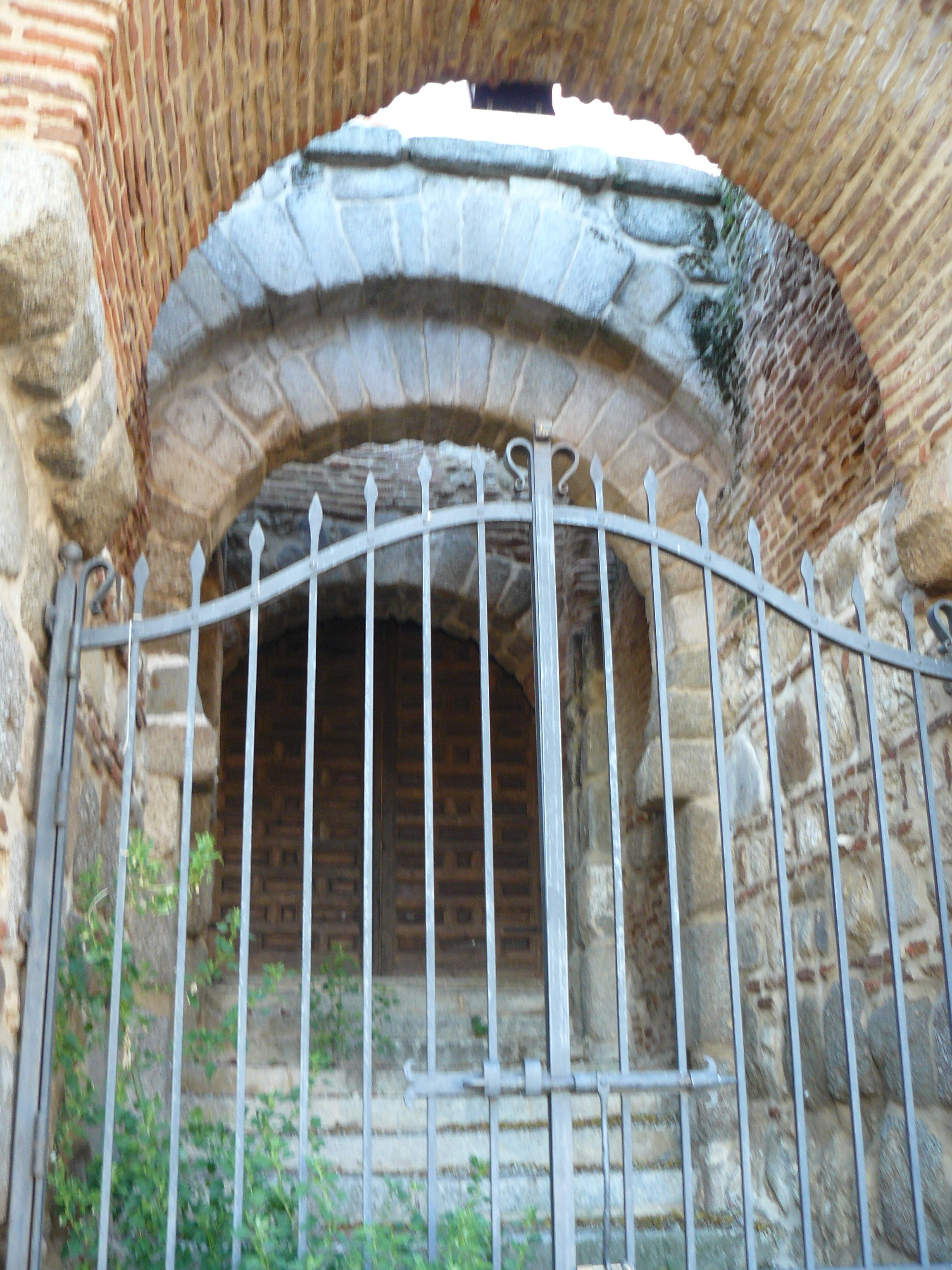
Puerta califal
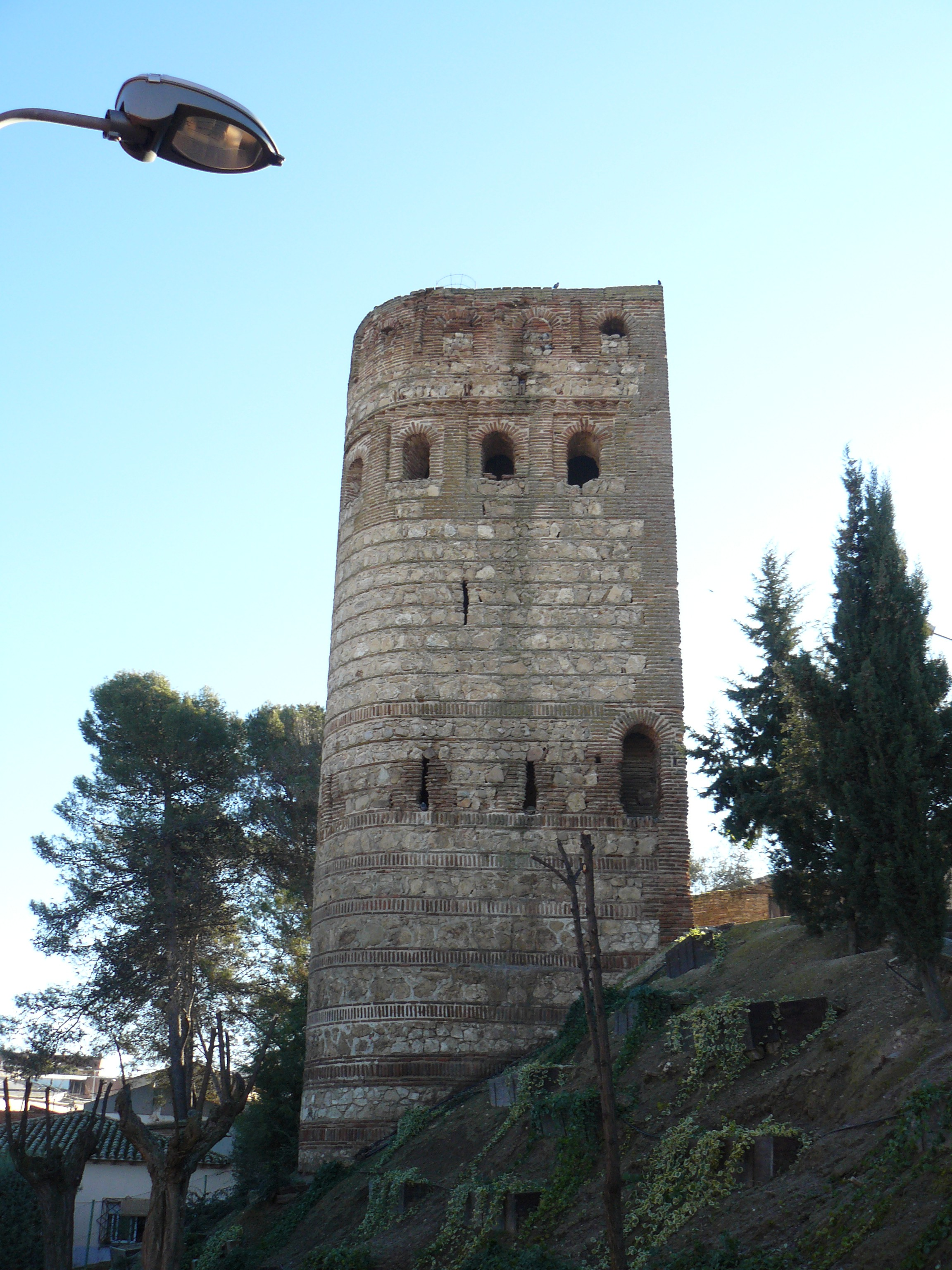
Torre de la Vela
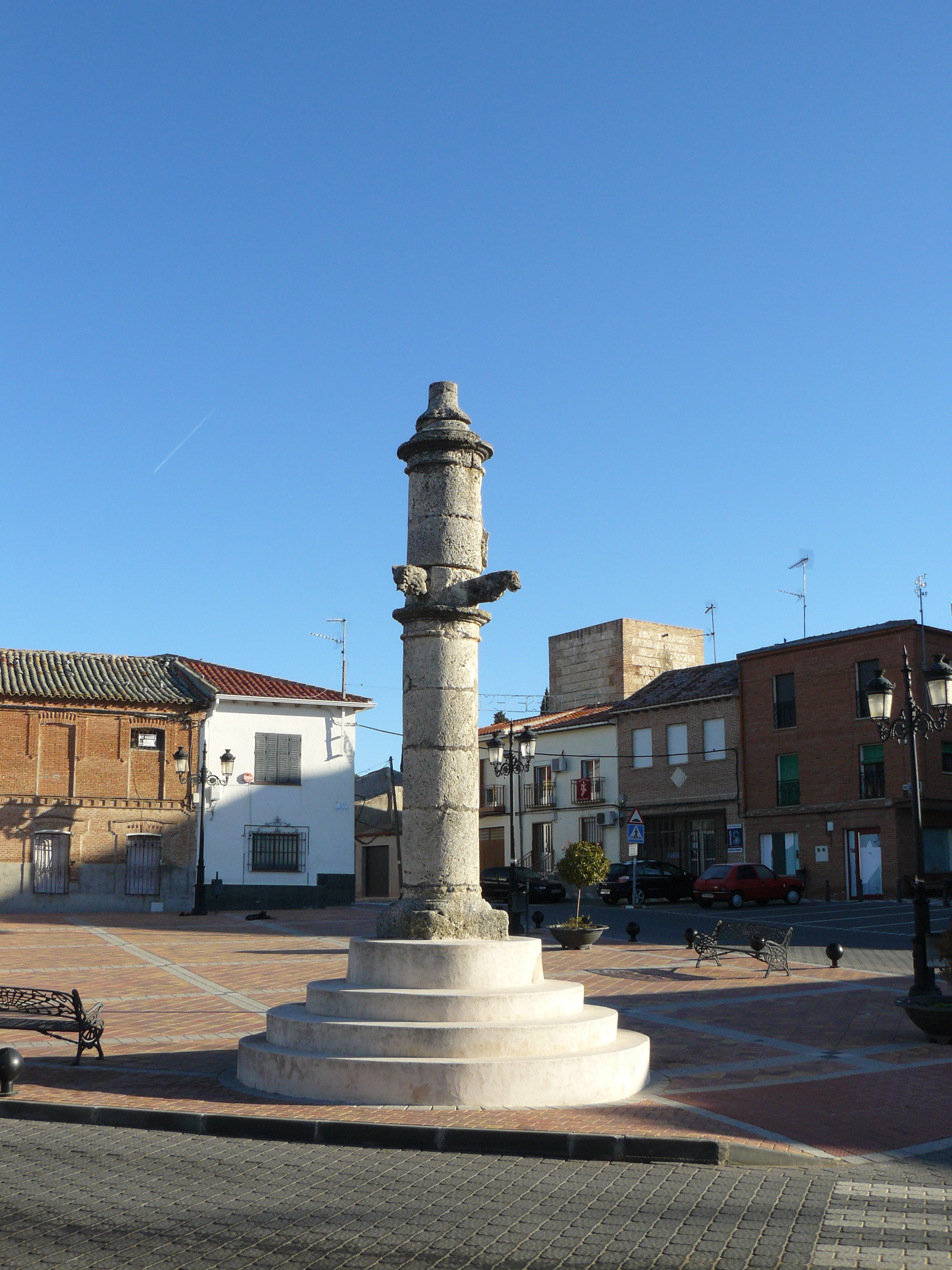
Rollo de justicia

### Fiestas
- Último domingo de abril: Nª Señora de los Dados. Se realiza ante el castillo una representación de moros y cristianos.
- Última semana de agosto: semana cultural.

## Maqueda en la literatura
El tratado segundo de la novela el Lazarillo de Tormes (1554) trascurre en Maqueda, donde Lázaro entra al servicio de un clérigo.